# Salomon Tandeng Muna
Salomon Tandeng Muna (1912 – 22 gennaio 2002) è stato un politico camerunese, Primo ministro del Camerun dal 1968 al 1972.

## Biografia
Esponente del partito Unione Nazionale Camerunese, ha ricoperto la carica di Primo ministro dello Stato federato del Camerun occidentale dall'11 gennaio 1968 al 2 giugno 1972. Inoltre, è stato Vicepresidente della Repubblica Federale del Camerun dal 1970 al 1972 e Presidente dell'Assemblea nazionale del Camerun dal 1973 al 1988.
Muna è stato molto attivo nello scautismo internazionale, diventando il vice-presidente dell'Comitato scout mondiale (e il suo primo membro africano), dopo aver prestato servizio come Capo scout del Camerun e Presidente del Comitato Scout Africano. È stato insignito nel 1981 con il Lupo di Bronzo, unico riconoscimento dell'Organizzazione mondiale del movimento scout, accordato dal Comitato mondiale scout per il suo servizio allo scautismo internazionale.